# Silvio Rodríguez
Silvio Rodríguez Domínguez (San Antonio de los Baños, Cuba; 29 de noviembre de 1946), conocido como Silvio Rodríguez o El Aprendiz de Brujo, es un cantautor, guitarrista, poeta y compositor cubano, exponente característico de la música de su país surgida con la Revolución cubana, conocida como la Nueva Trova, que comparte con otros reconocidos cantautores tales como Pablo Milanés, Noel Nicola y Vicente Feliú.
Su infancia la vivió en la época de la transición del gobierno de Fulgencio Batista y el inicio de la Revolución cubana. Colaboró para esta última desde sus inicios, como publicista, dibujante, escritor, compositor, militar y político. Su carrera musical la inició ejerciendo como conductor de televisión, para luego integrarse al Grupo de Experimentación Sonora, entidad dirigida por Leo Brouwer, y finalmente consolidándose como solista.
Con más de cuatro décadas de carrera musical, ha escrito al menos 560 canciones y publicado una veintena de álbumes, siendo uno de los cantautores de mayor trascendencia internacional de habla hispana. Acabando el siglo XX, fue elegido en su país junto a Ernesto Lecuona como el mejor compositor cubano del siglo, mientras que a nivel internacional fue galardonado, junto a Joan Manuel Serrat, como el mejor cantautor hispanoamericano de la segunda mitad de siglo y en 1997 como Artista Unesco por la Paz. En el siglo XXI, por su parte, recibió el premio ALBA de 2010, además de recibir el grado de doctor Honoris Causa en la Universidad Nacional Mayor de San Marcos del Perú, la Universidad Veracruzana de México y la Universidad Nacional de Córdoba de Argentina.
De acuerdo con diversas clasificaciones musicales, entre los discos más relevantes del cantautor pueden mencionarse algunos de los primeros, tales como Días y flores (1975), Al final de este viaje (1978), Mujeres (1978), Rabo de nube (1980) y Unicornio (1982).

## Infancia
Silvio Rodríguez Domínguez nació en el barrio de La Loma, ubicado en San Antonio de los Baños, pueblo que pertenecía entonces a la Antigua provincia de La Habana y que hoy se ubica en la Provincia de Artemisa, 26 km al sur de La Habana. Se crio en una familia campesina de escasos recursos. Su padre, Víctor Dagoberto Rodríguez Ortega, fue un campesino agrícola que trabajó en su juventud como tallador de diamantes y luego como tapicero, carpintero y ebanista; su madre, Argelia Domínguez León, además de dedicarse a las labores domésticas, compartió durante su adolescencia un dúo de canto con su hermana Orquídea Domínguez, con el cual participó en emisoras de radio y eventos culturales. La primera canción que recuerda haber escuchado de su madre es «El colibrí», de la tradición popular y que más adelante haría suya en diversas giras internacionales. Uno de sus tíos, Ramiro Domínguez, era músico de profesión, y participaba en la agrupación Jazz Band Mambí. Este ambiente musical, iniciado por su abuela María León y su esposo Félix Domínguez, amantes de la trova, motivó el gusto musical de Silvio desde su niñez.
Desde los dos años de edad ya cantaba para los amigos de su padre. A los pocos años, participó en el concurso musical Buscando una estrella para la hoy desaparecida emisora radial cubana CMQ, y fue invitado luego de unos días a otro concurso musical infantil de dicha radio, esta vez dirigido por el conocido locutor Germán Pinelli. En aquella ocasión, ganó el primer lugar interpretando el bolero «Viajera».
Gracias a una posibilidad de un mejor trabajo para su padre en el negocio de la tapicería, Silvio se traslada con su familia, al cumplir cinco años de edad, a La Habana, un año después del nacimiento de su hermana María de los Ángeles. En la capital participó en un evento radial con el tema «We are happy today», y recibió de su tío Ramiro una tumbadora, que sería su primer instrumento musical, a través del cual imitaría los ritmos de Benny Moré y la Orquesta Aragón.
En 1953, a la edad de siete años y a comienzos de la Revolución cubana, su padre lo inscribió en el Conservatorio La Milagrosa, logrando cursar en solo seis meses tanto el preparatorio como el primer curso de piano, dictado por Margarita Pérez Picó. Sin embargo, pese al entusiasmo de su profesora, perdió el interés y abandonó sus clases al poco tiempo. A los nueve años y motivado por su padre, quien le leía poemas de José Martí y de Rubén Darío, entre otros, comenzó a interesarse por la literatura, llamándole la atención la obra de ambos poetas, además del género de la ciencia ficción. Varios años más tarde, la obra El principito, de Antoine de Saint-Exupéry, formaría parte de sus libros favoritos hasta su adultez.
A la edad de diez años sus padres se divorciaron, y Silvio regresó temporalmente con su madre y con su hermana a su pueblo natal. Los dos años que siguen a este evento quedarían más adelante inmortalizados en diversas canciones publicadas entre 1969 y 1984, tales como «El Papalote» o «Me veo claramente». Sin embargo, en 1958 sus padres se reconcilian y deciden regresar a la capital, específicamente a la calle San Miguel 530, en el centro de la ciudad.

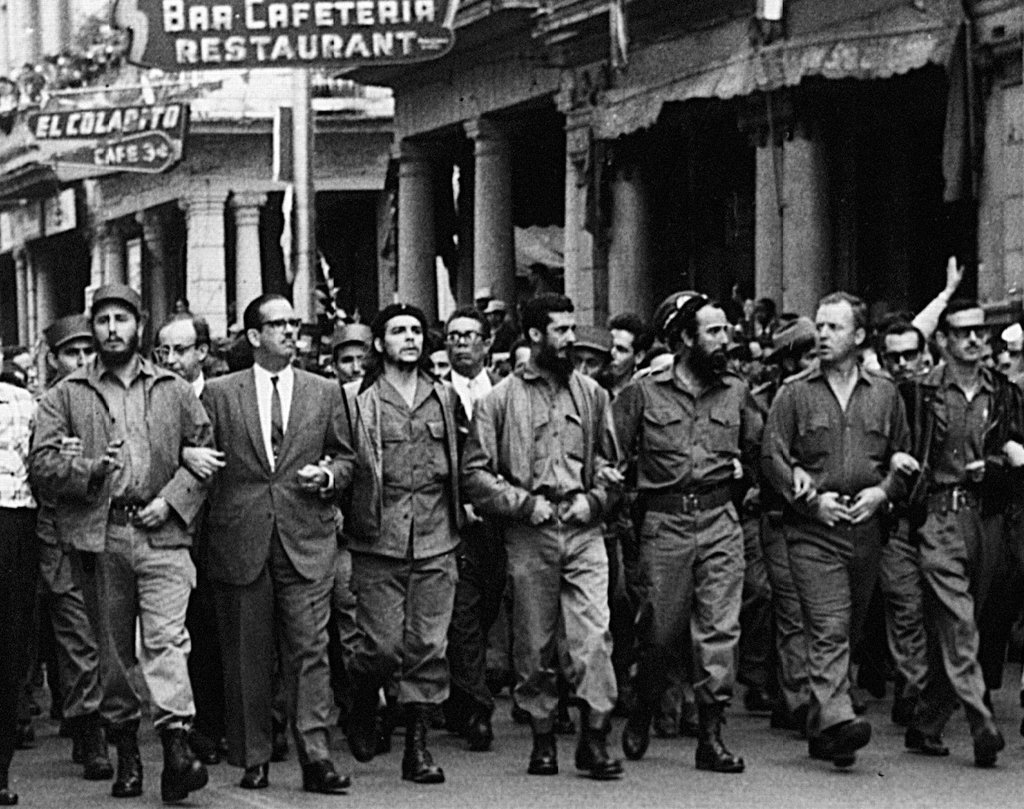
La vida de Silvio Rodríguez está marcada por la Revolución cubana. En la fotografía: Fidel Castro (izquierda) y el Che Guevara (centro), líderes de la revolución, en 1960.

El 1 de enero de 1959, el Ejército Rebelde liderado por Fidel Castro termina con la dictadura de Fulgencio Batista, acontecimiento que marcaría la vida y obra musical del cantautor, y que se correspondería con la transición de su infancia a la adolescencia. Rodríguez, aunque viajaba por ese entonces regularmente cada fin de semana a su pueblo natal, se alistó en las Juventudes Socialistas de San Antonio de los Baños, ingresando al año siguiente a la Asociación de Jóvenes Rebeldes (AJR), creada por el Che Guevara. En paralelo a su participación en la AJR, Silvio comenzó sus estudios vespertinos de bachillerato en la escuela Carlos J. Finlay, donde entablaría amistad con Vicente Feliú, otro futuro exponente de la Nueva Trova.
Al año siguiente, inmersos en una tensión social debida a la nacionalización de las empresas por parte de Cuba y el bloqueo comercial de Estados Unidos, sus padres volvieron a separarse, esta vez definitivamente. Argelia, que entonces trabajaba en casa como peluquera, se casó entonces con un hombre llamado Rolando, domiciliándose en la calle Gervasio 456, muy cerca de Dagoberto. Por ese entonces Silvio comenzó a interesarse por la música clásica.
En enero de 1961, Cuba rompe relaciones diplomáticas con Estados Unidos, liderado por el recién electo presidente John F. Kennedy, quien autoriza a la Agencia Central de Inteligencia (CIA) a invadir el país. El 15 de abril se inician los bombardeos a La Habana, a Santiago de Cuba y a San Antonio de los Baños, ciudad adonde regresó nuevamente la familia, instigados por la madre, y a pesar de la negativa de Rodríguez, quien ya estaba alistado en la milicia de su escuela. El retorno a su ciudad natal fue para Silvio una ocasión de asumir nuevas tareas y responsabilidades, pasando con ello de la adolescencia a la juventud.

## Juventud
Uno de los primeros objetivos sociales de la Revolución cubana fue el disminuir drásticamente el analfabetismo del país. En un año se logró disminuir la tasa desde un 23,6% a un 3,9%. Silvio Rodríguez, todavía menor de edad, participó como colaborador en las Brigadas de Alfabetización Conrado Benítez, en las montañas del Escambray. Allí ayudó a impartir a los campesinos clases de historia, geografía, gramática, matemáticas, además de explicarles elementos del nuevo régimen, tales como la nueva Reforma Agraria. En 1961 y con solo 16 años, en una de estas campañas, Rodríguez se intoxicó con una planta venenosa, sufriendo quemaduras de segundo grado y debiendo por ello regresar a La Habana.

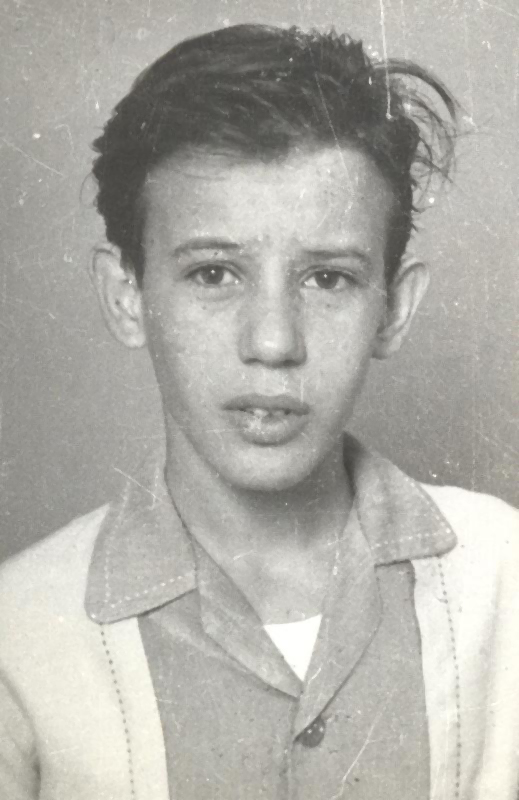
Fotografía de Silvio Rodríguez en 1962, tomada por Virgilio Martínez para el semanario Mella.

Nuevamente en la capital, conoció a los caricaturistas Virgilio Martínez y José Luis Posada de la revista comunista Mella, para la cual empezó a colaborar a principios de 1962. Allí conoció a los escritores Víctor Casaus y Luis Rogelio Nogueras (Wichy el Rojo), quienes más tarde escribirían un libro sobre el cual se basaría el guion de la película homónima Silvio: que levante la mano la guitarra, y se inició en las obras de Lorca, Neruda, Guillén, Poe y Whitman. En la revista Mella el futuro cantautor se hizo conocido por su trabajo como dibujante en la serie El hueco, y conoció además a su colega Lázaro Fundora, guitarrista aficionado quien le enseñó a Silvio sus primeros acordes en este instrumento musical que resultaría clave para su obra venidera.

#### Servicio militar e inicios con la guitarra
En 1963, junto con el nacimiento de su segunda hermana, Anabell López, hija de su madre y Rolando, Rodríguez inició estudios de pintura en la Escuela de San Alejandro, en La Habana, y retomó las clases de piano que había abandonado en su niñez, esta vez bajo la supervisión de Elvira Fabre Obregón.

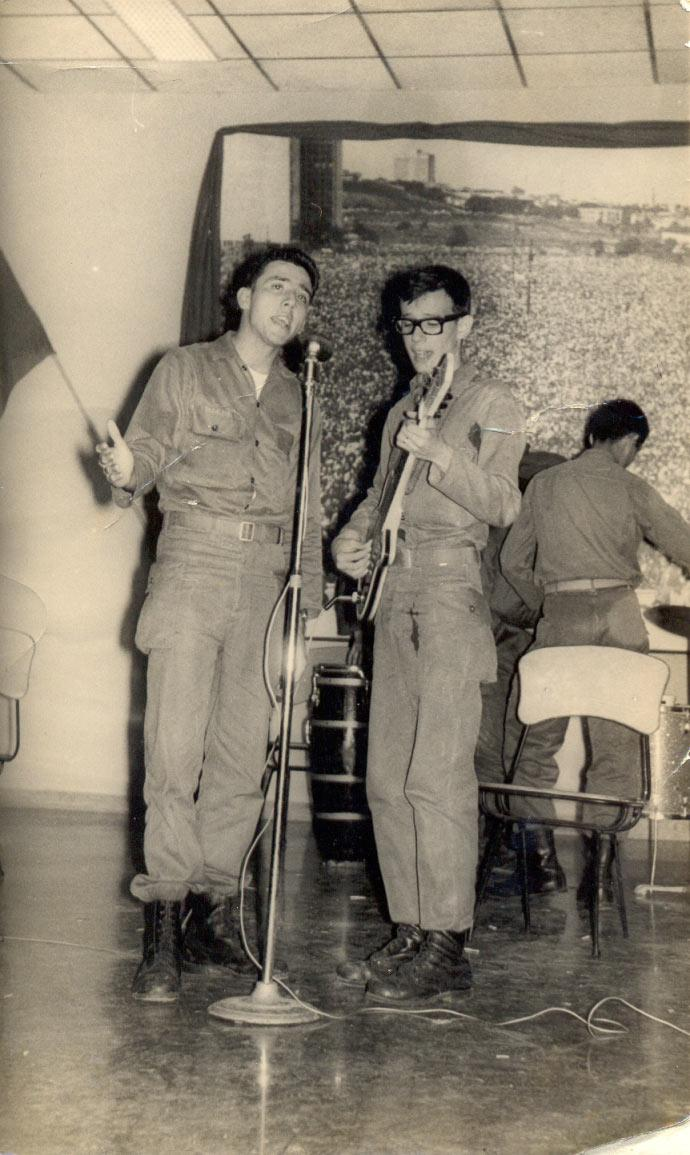
Silvio (derecha) en 1965, entreteniendo a las tropas durante el servicio militar.

A los 16 años intentó retomar el piano con la profesora Amelita Fabré, pero al no disponer de un instrumento en casa, avanzaba lentamente. Sin embargo, al año siguiente y con todavía 17 años, debió incorporarse al servicio militar obligatorio (SMO) en las Fuerzas Armadas Revolucionarias (FAR),  En una de las unidades donde estuvo conoció a otro recluta llamado Esteban Baños, de profesión zapatero, quien tenía una guitarra. Con él comenzó a aprender los primeros acordes, despertando tanto su interés que, en cuanto recibió su primer permiso, salió a buscar y consiguió una guitarra propia. Es en el campamento militar de Managua donde Silvio compuso sus primeras canciones, interpretándolas a sus compañeros de servicio. Según el testimonio del propio Silvio, encontró en la guitarra su compañera perfecta para matar el aburrimiento y para expresar todas sus inquietudes y anhelos. Él mismo relata: "Empecé a tocar la guitarra y a hacer canciones para no aburrirme, para hacer algo. Y lógicamente me di cuenta de que, poco a poco, tenía cosas que decir, que me gustaba ese mundo, que tenía cosas que expresar. Comencé a inventar melodías y a encaramarle textos por encima". 
Se fugaba lejos del regimiento cuando le tocaban noches de guardia y debajo de un árbol se ponía a componer hasta casi el amanecer. Siempre quiso hacer canciones diferentes a las que se oían, buscando cantar cosas que nadie hubiera escuchado, sintiendo una inexplicable necesidad de expresar cosas propias. Cada instante en que se encontraba solo lo aprovechaba para practicar con la guitarra. Debido a que leía bastante y tenía inquietudes literarias, empezó a sentir la necesidad de expresarse musicalmente. Cada vez que aprendía un acorde, un pasaje o algún truco nuevo en la guitarra, hacía una canción. Sus primeras canciones tenían principalmente temáticas amorosas y un tono marcadamente pesimista, influenciado por la música de moda en aquel tiempo. Él mismo explica: "Aún no había llegado al amor positivo y vitalista que caracterizaría a sus canciones". Sus primeros auditorios fueron unas matas de mangos, pero rápidamente se incorporaron sus compañeros de armas, quienes siempre le estimularon. El tema "La guitarra del joven soldado" editado en el disco "Silvio" relata esta época.
Sus primeros temas, entre 1964 y 1965, fueron el bolero «Saudade» y «La cascada», ambas dedicadas al amor; «Atavismo», y luego «Nuestra ciudad», «Es sed», «Te vas» y «La otra presencia». Su interés por el canto social vendría poco después. Paralelamente trabajaba como dibujante en la sección de divulgación «Arte y Ciencia» de la revista Venceremos de la Sección Política del Ejército de Occidente, puesto que dejó en 1965 para trasladarse a la revista Verde Olivo, en la que se quedaría hasta el final del servicio militar, trabajando en ella durante el día y permitiéndose estudios autodidactas de guitarra por las noches.
Durante sus primeros años como profesional intentó estudiar guitarra con diversos maestros. Gracias a Enrique Núñez Rodríguez, acudió primero a Vicente González Rubiera, conocido como Guyún, maestro destacado de la trova y amigo de Sindo Garay y otros grandes músicos. Sin embargo, Guyún se negó rotundamente a darle clases. Tiempo después, cuando comenzó el Grupo de Experimentación Sonora (GES), Leo Brouwer también le expresó algo similar, señalando que ya tenía demasiados hábitos adquiridos por practicar solo.
En aquella época también tomó dos clases con Leopoldina Núñez, quien vivía en Centro Habana, cerca de la casa de su madre, pero no continuó más allá de esas lecciones porque no soportó los cambios que exigía aquel aprendizaje formal. Reconoce que comprendió muchas cosas sobre la guitarra observando tocar a Martín Rojas, aunque finalmente admite que su formación ha sido esencialmente autodidacta.
En 1967, justo antes de acabar el servicio militar, ganó la primera mención del concurso literario de la FAR con su libro de poemas Horadado Cuaderno No. 1. Una vez terminada esta etapa, Silvio comienza su prolífica carrera musical.

## Carrera musical

### La televisión
Silvio debutó hacia el público general en el programa de televisión «Música y estrellas» el 13 de junio de 1967, al cual asistió como invitado de su conductor musical Mario Romeu. En dicha ocasión Silvio interpretó sus temas «Es sed», «Sueño del colgado y la tierra» y «Quédate». Esta última canción aparecería más adelante en su álbum Expedición, del 2002.

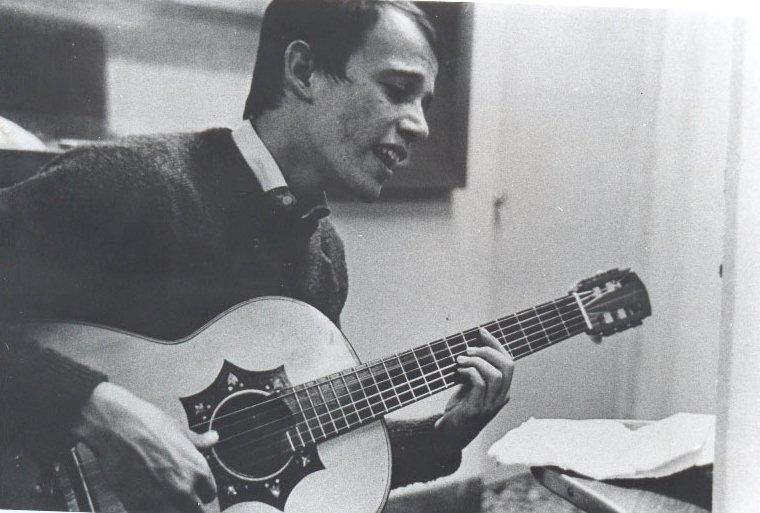
Fotografía del cantautor para la revista Cuba, en 1968.

Luego del debut, Silvio participó en un par de veces más en «Música y estrellas», además de algunos otros programas de televisión y sobretodo de radio, hasta que Juan Vilar y su esposa lo conocen y le ofrecen hacer un programa donde él fuese el anfitrión. Entre el 12 de noviembre de 1967 y el 17 de marzo de 1968, Silvio fue conductor del programa de televisión Mientras tanto, transmitido los domingos por la noche y llamado así por su canción homónima. El programa reunía a artistas plásticos, escritores, cineastas y músicos consagrados e incipientes. Por este programa pasaron Bola de Nieve, Omara Portuondo y Elena Burke, entre otros, y además le permitió conocer a Pablo Milanés y Noel Nicola. El programa finalizaba con su canción «Y nada más», que aparecería en su álbum Mujeres de 1978. A este período pertenecen sus canciones «¿Por qué?» y «La leyenda del águila», canciones protesta escritas luego de la muerte del Che Guevara en 1967. También de esta época son sus canciones «Ay de mí», «Debajo del cañón», «Déjame regresar», «En busca del tiempo perdido», «En ti», «Graciela», «Grita más», «Hay un grupo que dice», «Los funerales del insecto», «María», «Muerto», «Oye», «Quién va a pensar en algo más», «Si se va la esperanza», «Tema de la adolescencia», «Tengo que estar en ti», «Treinta años», «Tu beso» y «Y anoche», algunas de las cuales estaban dedicadas a Emilia, considerada por el propio cantautor como su primer amor importante.
El propio Silvio afirma que siempre ha sentido un cierto pánico hacia las luces y las cámaras. Sin embargo, a pesar de su notorio nerviosismo como conductor televisivo, su programa consiguió una notable recepción por parte del público, llegándose a realizar más de una veintena de emisiones, de 30 min. aproximadamente. El programa no se grababa sino que se emitía en vivo.

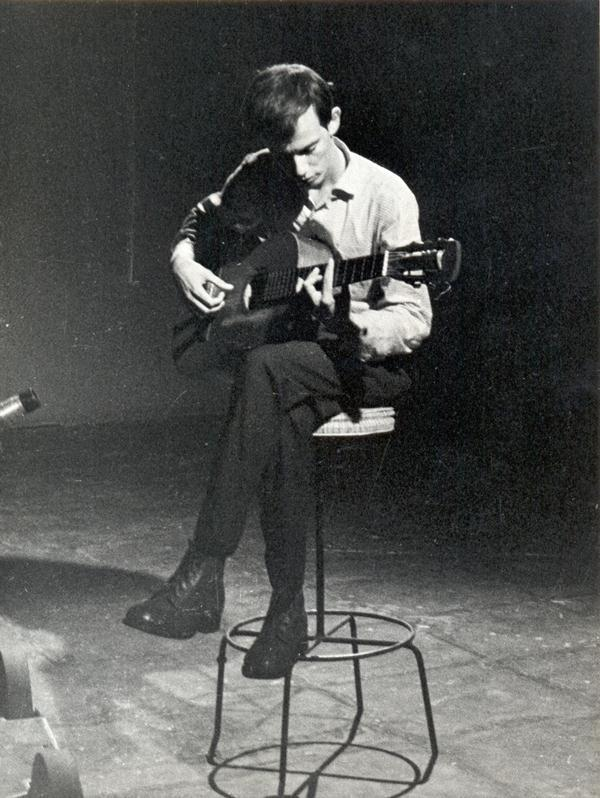
Silvio en el programa televisivo Música y estrellas, en 1967.

Canciones de  «Música y estrellas»
- Es sed
- Quédate
- Sueño del colgado y la tierra

Canciones de «Mientras tanto»
- Ay de mí
- Debajo del cañón
- Déjame regresar
- En busca del tiempo perdido
- En ti
- Graciela
- Grita más
- Hay un grupo que dice
- La leyenda del águila
- Los funerales del insecto
- María
- Mientras tanto
- Oye
- ¿Por qué?
- Quién va a pensar en algo más
- Tema de la adolescencia
- Tengo que estar en ti
- Treinta años
- Tu beso
- Y anoche
- Y nada más

### La Nueva Trova

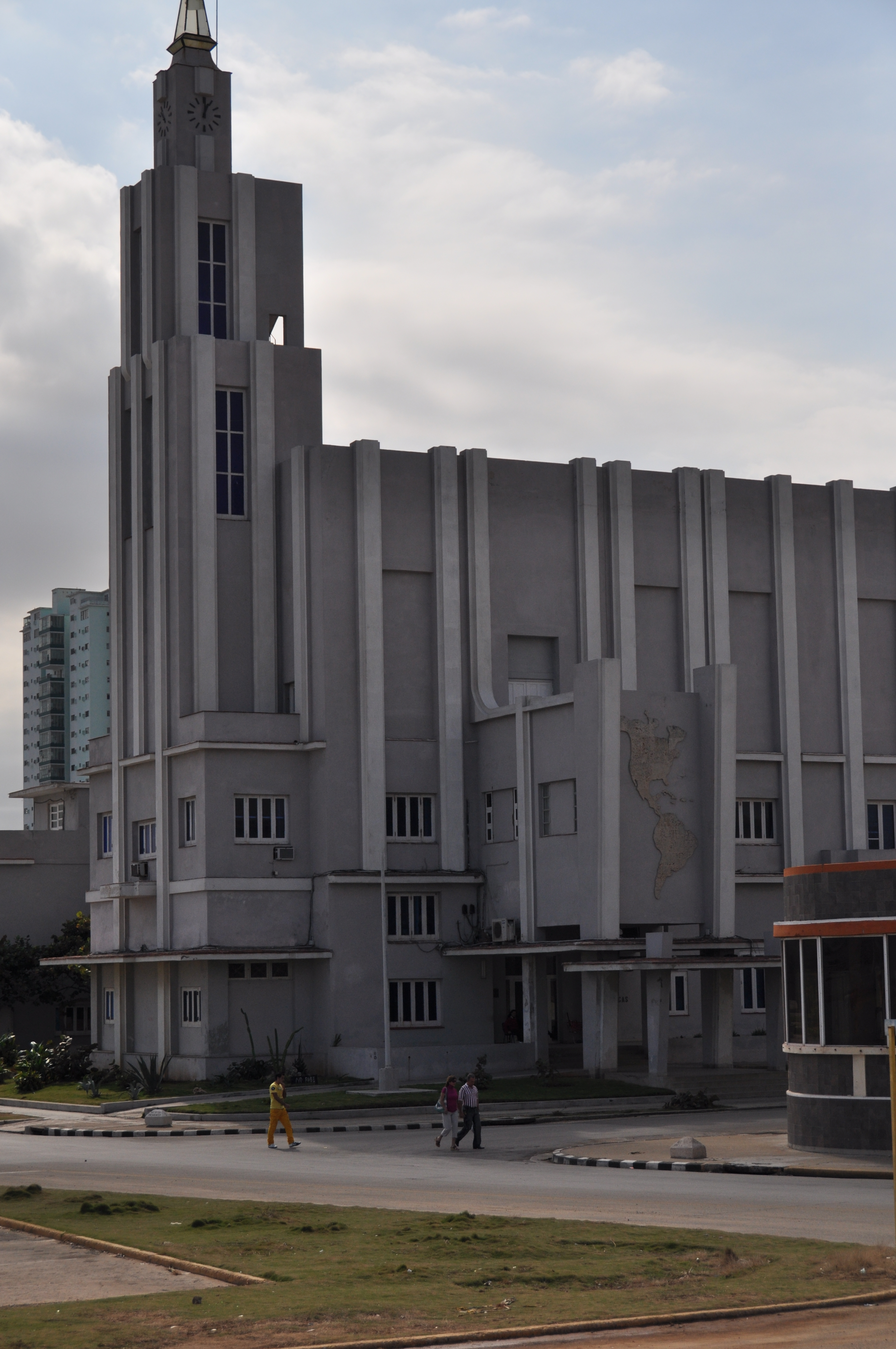
Edificio central de la Casa de las Américas, en el barrio El Vedado de La Habana.

Paralelamente, por estos años, Rodríguez comenzó a dar sus primeros recitales en solitario y como telonero del músico y compositor cubano César Portillo de la Luz. A mediados de 1968, participó en el Festival de la Canción Protesta, festival internacional organizado por la Casa de las Américas (fundada y dirigida por Haydée Santamaría), donde coincidió nuevamente con Milanés y Nicola.
Este tipo de festivales musicales, en los cuales primaba la guitarra y la voz, se venían desarrollando desde principios de la década de 1960. A este fenómeno se sumó la creación en 1966 de La Casa de la Trova, entidad fundada en Santiago de Cuba y posteriormente en Camagüey, Las Tunas, Pinar del Río y La Habana, organizando así a los cantautores que gestarían la llamada Nueva Trova, de la cual Silvio Rodríguez sería uno de sus fundadores.
De esta época son los temas «Fusil contra fusil» y «La era está pariendo un corazón». Esta última canción fue interpretada por Omara Portuondo, a quien conoció en su programa Mientras tanto.

### El Grupo de Experimentación Sonora

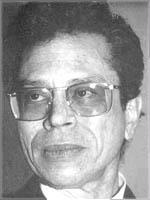
Leo Brouwer, director del «Grupo de Experimentación Sonora del ICAIC» (GESI).

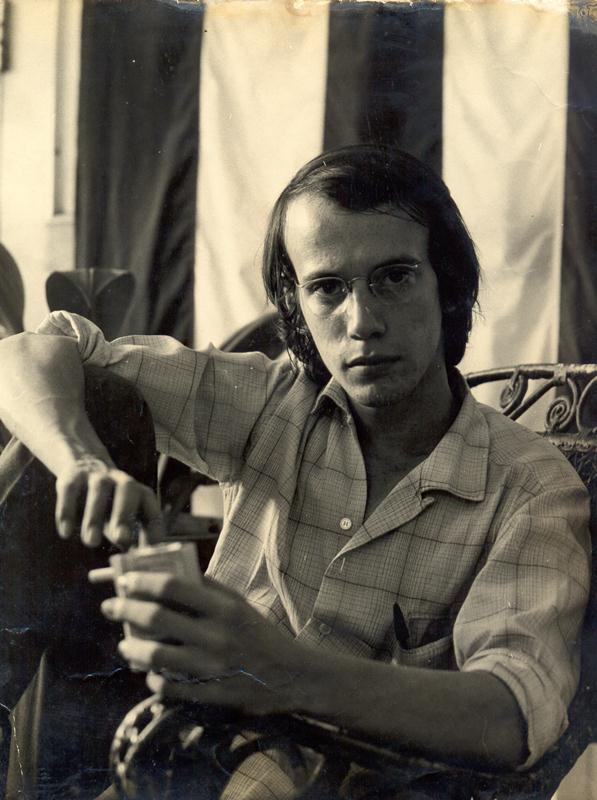
Silvio en 1969.

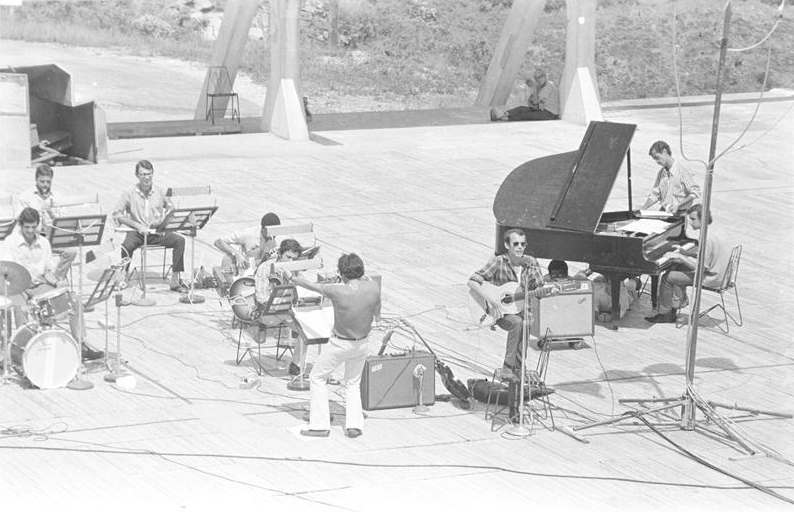
Silvio y el GESI en 1972.

En abril de 1969, por iniciativa de Haydée Santamaría y Alfredo Guevara, el Instituto Cubano de Arte e Industria Cinematográficos (ICAIC) fundó el Grupo de Experimentación Sonora del ICAIC (GESI) que, dirigido por Leo Brouwer, funcionaba a manera de taller de aprendizaje para el desarrollo de bandas sonoras y conciertos, fusionando la música pop y la electrónica con la música tradicional cubana y la incipiente Nueva Trova.
Además de Rodríguez, Milanés y Nicola, el grupo estuvo también conformado por Sara González, Emiliano Salvador, Sergio Vitier, Eduardo Ramos, Norberto Carrillo, Carlos Averof, Leoginaldo Pimentel, Pablo Menéndez y Ana Besa, así como por los más experimentados Leonardo Acosta y Lucas de la Guardia. Las clases eran impartidas por Federico Smith, Juan Elósegui y el mismo Leo Brouwer.
En esta etapa Silvio Rodríguez lanzó su primer EP, Pluma en ristre, conformado por cuatro canciones, y compuso varias otras, tales como la conocida «Canción del elegido», además de «Balada de Elpidio Valdés», «Canción de la Columna Juvenil del Centenario» —en conjunto con Pablo Milanés para el documental Columna Juvenil del Centenario—, «Canción de la nueva escuela» —para la película No tenemos derecho a esperar—, «Canción del pasado», «Canción del viejo obrero», «Canción infantil» —para una obra de teatro infantil de teatro comunitario en Sierra Maestra—, «No hay» y «Cuba va» —ambas para el documental Cuba va, esta última junto a Milanés y Nicola—, «El Rey de las flores», «Hubo un país» —para el documental Columna Juvenil del Centenario—, «Madre», «Tema de los doce» —final de la obra colectiva Granma—, «Un hombre se levanta» —para la teleserie Los comandos del silencio, interpretada por Sara González— y «El hombre de Maisinicú», esta última perteneciente a la banda sonora del documental homónimo, compuesta por Rodríguez junto a Brouwer. Estas canciones se divulgaron principalmente a través del Noticiero ICAIC dirigido por el cineasta Santiago Álvarez, en películas cubanas y posteriormente en álbumes recopilatorios de las obras del GESI.
Según algunas referencias, el grupo funcionó hasta 1976, a pesar de que, según recuerda Silvio, lo hizo solo hasta 1974. En cualquier caso, dejó un prolífero legado musical para el cine cubano.

### Navegando en el Playa Girón

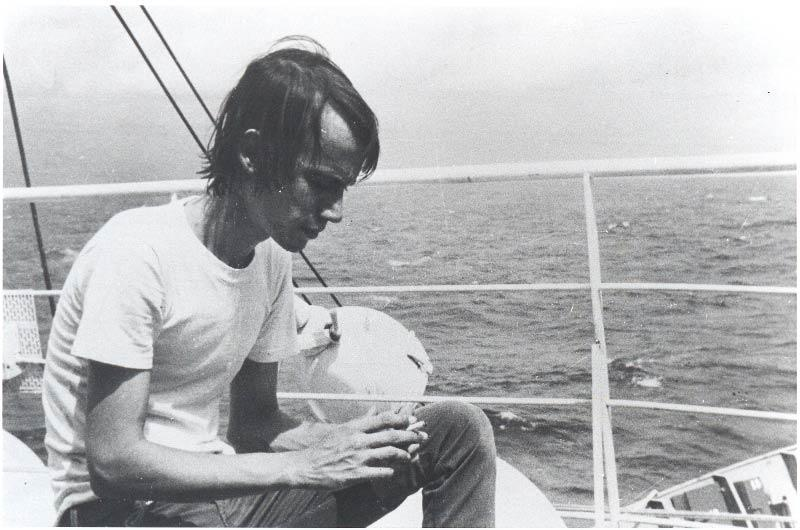
Silvio Rodríguez a bordo del Playa Girón, en 1969.

Todavía en 1969, y como sucesos paralelos a la actividad del Grupo de Experimentación Sonora, Silvio Rodríguez fue despedido por el Gobierno de su programa de televisión Mientras tanto, debido a unas declaraciones suyas relacionadas con la música de la agrupación inglesa The Beatles, cuyos integrantes por entonces estaban en Estados Unidos.
Con su trabajo musical obstaculizado, decidió embarcarse en un viaje por mares extranjeros, idea que ya había conversado unos meses atrás con Alberto Rodríguez Arufe, secretario de Cultura, Deportes y Recreación de la Unión de Jóvenes Comunistas (UJC). Zarpó desde La Habana en el barco arrastrero Playa Girón el 26 de septiembre de 1969, con otros 100 hombres de edad promedio 20 años, miembros novatos de la Flota Cubana de Pesca, con rumbo inicial a la Isla de Terranova, de aguas frías y abundantes en bacalao. Sin embargo, el destino cambió antes de la partida, hacia las islas de Cabo Verde y la senegalesa ciudad de Dakar, en África Occidental.
La travesía duró 125 días. Francisco León, un amigo de Rodríguez del ICAIC que había vivido en Francia, le regaló antes del viaje una pequeña grabadora Philips junto con tres casetes de 90 minutos, gracias a los cuales el cantautor pudo grabar las 62 canciones que se le ocurrieron en la nave, de las cuales solo 14 acabaron editadas, y solo siete tenían que ver con su vida a bordo del Playa Girón, así como del regreso en la nave Océano Pacífico. «Ojalá», «Resumen de noticias», «Cuando digo futuro» y «Playa Girón» son algunos de sus temas compuestos en estos cuatro meses y dos días de viaje.

### Primeras giras internacionales
Ya de regreso en La Habana, y con 24 años de edad, Silvio retomó su trabajo musical con el Grupo de Experimentación Sonora. En febrero de 1970 realizó además presentaciones en la Sala Hubert de Blanck, y meses después participó regularmente en el programa radial Lunes Culturales de los Trovadores, de la Unión de Jóvenes Comunistas (UJC) y bajo la colaboración del Consejo Nacional de Cultura (CNC).
En febrero de 1972 dio su primer concierto en el extranjero, junto con Eduardo Ramos y Augusto Blanca, en el III Festival de la Canción Política, organizado por la Juventud Libre Alemana (FDJ) y celebrado en el Berlín de la República Democrática Alemana. Luego viajó al Moscú de la Unión Soviética donde participó en otros programas de radio y televisión.
A su regreso a Cuba nació Violeta, su primera hija. En septiembre de 1972 volvió a partir al extranjero, esta vez a Chile, acompañado por sus amigos Pablo Milanés y Noel Nicola, que habían sido invitados por las Juventudes Comunistas de Chile (JJ.CC.) a través de la cantautora Isabel Parra, hija de Violeta Parra. En Chile, que por entonces era gobernado por el presidente socialista Salvador Allende, representante de la Unidad Popular, la Nueva Canción Chilena estaba en su mayor auge, con reconocidos artistas como Isabel y Ángel Parra, Inti-Illimani, Quilapayún y Víctor Jara. Tanto este último como Allende morirían exactamente un año después, en septiembre de 1973, producto del Golpe de Estado y posterior comienzo de la dictadura militar de Augusto Pinochet, eventos que influirían profundamente en la Nueva Trova.
Luego de este concierto en Chile, los lazos se afianzaron y ese mismo año el GESI invitó a La Habana a los cantautores Víctor Jara, Isabel Parra y a su hija Tita al Primer Encuentro de Música Latinoamericana. En la isla, Isabel grabó su disco Isabel Parra y parte del Grupo de Experimentación Sonora del ICAIC, acompañada por algunos músicos del GESI, incluidos Pablo Milanés, Sergio Vitier y Silvio Rodríguez, quien además de aportar con su voz y guitarra, hizo los arreglos musicales del tema «La compañera rescatable».
En 1973, con el GESI el músico continuó su trabajo como realizador de bandas sonoras, en paralelo a sus participaciones con Milanés, Nicola, Vicente Feliú, Sara González y Augusto Blanca, entre otros, en diversos conciertos en distintos lugares no convencionales de su país, tales como fábricas, liceos, escuelas, estadios, universidades e incluso en la Sierra Maestra.
Al año siguiente, junto con Noel Nicola representaron a Cuba en el Festival Internacional de la Nueva Canción Siete Días con el Pueblo, celebrado en la República Dominicana. Este festival de grandes proporciones, en el cual también participaron otros connotados artistas, tales como Mercedes Sosa, Ana Belén, Víctor Manuel, Pi de la Serra, Los Guaraguao, Danny Rivera, Roberto Darvin, Sonia Silvestre, Víctor Víctor, Guadalupe Trigo y Expresión Joven, fue la primera presentación de Silvio ante un público multitudinario.

### Sus primeros discos

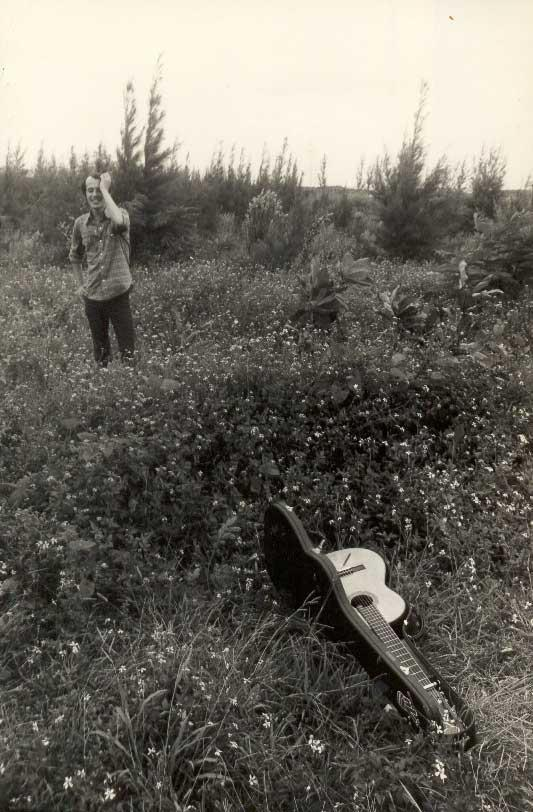
Silvio en 1976, durante la época de Días y flores.

En 1974, Silvio comenzó a grabar en el estudio de grabación de la Orquesta EGREM el que sería su primer álbum oficial, que se lanzaría en 1975 con el nombre de Días y flores. Fue producido por el pianista y compositor Frank Fernández y dedicado a su hija Violeta. Tanto en España como en Chile, en medio de las dictaduras de Francisco Franco y Augusto Pinochet, el disco fue parcialmente censurado, eliminándose los temas «Días y flores» y «Santiago de Chile», este último en franca oposición con la dictadura militar iniciada dos años atrás. Debido a la ausencia de la canción que da nombre al disco, este cambió su nombre en dichos países por el de Te doy una canción.
En 1976, se alistó como combatiente en las brigadas internacionalistas cubanas para participar en la guerra civil angoleña, en medio de la invasión del apartheid sudafricano en Angola. Rodríguez estuvo en dos ocasiones en el frente de combate, colaborando como músico para las tropas cubanas y angoleñas.
Luego de dejar Angola realizó giras por distintos lugares de Europa y América, algunas de ellas junto con la Orquesta Afrocuba, el grupo de jazz Irakere y Diákara, con los cuales hizo algunas grabaciones, y cuya unión luego se retomaría a fines de 1980 y principios de 1990. Además colaboró con trabajos de Camerata Brindis de Salas y la Orquesta Sinfónica Nacional.
En 1977 publicó un su primer álbum recopilatorio, compuesto por diez canciones grabadas a principio de los años 1970 con el GESI y en distintos EP, denominado Cuando digo futuro. La canción que da el nombre al disco fue versionada con arreglos más modernos en 1986, para el álbum Causas y azares. Además aparecen versiones de temas que serían publicados en su siguiente álbum oficial.
En Madrid, en una España ya sin dictadura, grabó su segundo disco oficial, Al final de este viaje, en dos sesiones de trabajo y acompañado solo por instrumentos acústicos. Este álbum se lanzó en 1978 e incluye algunas de sus primeras canciones, como «Ojalá», «La era está pariendo un corazón» y «Canción del elegido».

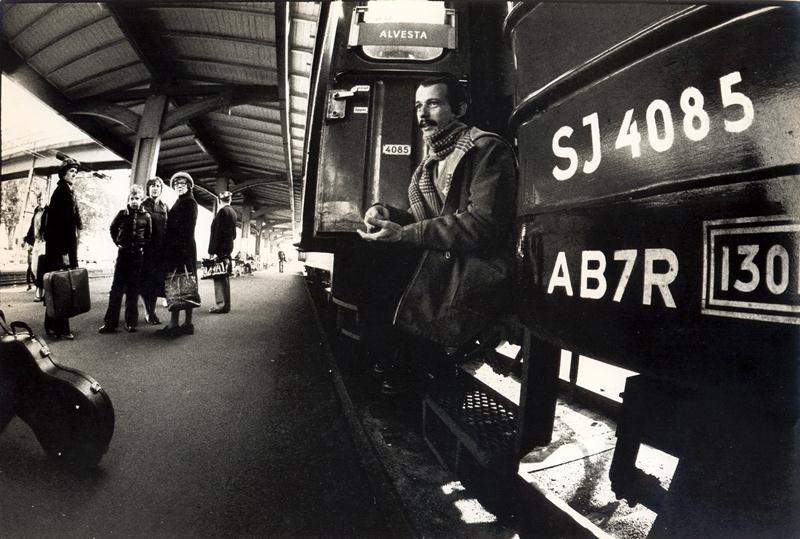
Silvio en Suecia en 1979

Ese mismo año viajó por primera vez a Estados Unidos, donde actuó junto a Pete Seeger, y posteriormente a Dinamarca, Noruega y Suecia, invitado a este último país por Olof Palme, líder del Partido Socialdemócrata.

Frente a la tumba de César Vallejo en el Cementerio de Montparnasse, París, 1979

También en 1978 aparece Antología, su segundo disco recopilatorio, donde aparecen los temas «Mariposas», retomado para el álbum homónimo de 1999; «El papalote», publicado en su álbum Érase que se era, y «El rey de las flores» grabado por la cantante Soledad Bravo en su álbum Canciones de la nueva trova cubana.
Su siguiente disco, Mujeres, apareció a fines de ese año, y también está grabado solo con su guitarra, aunque con una técnica más depurada. Este álbum, dedicado a la mujer en general, es uno de los favoritos del cantautor por su fuerte carga nostálgica. A este trabajo pertenecen los temas «Qué hago ahora», «Y nada más» y «A dónde van».
En 1980 se lanzó Rabo de nube, su cuarta placa oficial, dedicada al vigésimo aniversario de la Revolución cubana, y con la participación de su amigo, el músico Frank Fernández, así como de su hermana Anabell López en el tema «Te amaré», y de Tita Parra, hija de Isabel Parra, en «Testamento». Ese mismo año realizó una nueva gira por Estados Unidos junto a Pablo Milanés, país al que no regresaría sino hasta treinta años después.

### Álbumes orquestados y consagración
En 1982, a dos años de Rabo de nube, apareció su quinto álbum oficial, Unicornio, que incluye su famoso tema homónimo, y donde está acompañado, a diferencia de en sus álbumes anteriores, por una orquesta en la cual destacan los instrumentos de cuerda. Es a través de este disco, que incluye «Canción urgente para Nicaragua», en homenaje a la Revolución Sandinista, que Silvio Rodríguez adquirió notoriedad internacional, en especial en los países de habla hispana.
Al año siguiente, colaboró en el álbum de Luis Eduardo Aute Entre amigos, cantando en la canción «Dentro». Un año después, en 1984, visitó por primera vez Argentina junto a Pablo Milanés, en el contexto de la recién acabada dictadura que vivió dicho país entre 1976 y 1983. De dicho concierto surgió el álbum En vivo en Argentina, donde colaboraron los músicos argentinos Víctor Heredia, Cuarteto Zupay, Piero, León Gieco, Antonio Tarragó Ros y César Isella.
Ese mismo año lanzó el álbum triple Tríptico, originalmente como tres volúmenes independientes, pero que más tarde se comercializarían también juntos. En este disco colaboraron, entre otros, su hermana Anabell López, Pancho Amat, Frank Fernández, el Grupo Manguaré y Pablo Milanés junto a su banda. El disco está dedicado al vigésimo quinto aniversario de la Revolución cubana.
En 1985 colaboró en el álbum Querido Pablo de Milanés, y comenzó una gira con la Orquesta Afrocuba dirigida por Oriente López, conformada por poco más de una decena de músicos. A fines de ese año tocaron en el Palacio de Deportes de la Comunidad de Madrid, en España. Al año siguiente, Silvio y Afrocuba grabaron en Madrid el séptimo álbum de Rodríguez, el disco doble Causas y azares, dedicado al poeta cubano Luis Rogelio Nogueras.
En 1987 lanza en Cuba junto al cantautor puertorriqueño Roy Brown y Afrocuba el álbum Árboles, incluyendo dos temas de su autoría. El álbum sería más tarde en 1996 relanzado en España como disco compacto.
No será hasta 1988 en que aparecería su nuevo disco oficial, también doble, ¡Oh, melancolía!, grabado nuevamente en compañía de Afrocuba y grabado en Londres y La Habana. Su tema «Yo soy de donde hay un río» fue escogida para la banda sonora de una película española del mismo nombre.
Desde 1989 comenzó a colaborar con varios artistas emergentes, tales como los españoles Taller Canario y algunos músicos de la llamada Novísima Trova Cubana, como es el caso de su compatriota Carlos Varela.
En 1990 partió a una nueva gira, esta vez con el grupo Irakere y el pianista Chucho Valdés. Tras el término de la dictadura en Chile, realizaron en este país un concierto en el Estadio Nacional de Santiago, ante 80 000 personas, del cual saldría el primer álbum en directo que sería considerado como oficial en su discografía, un álbum triple (doble como CD) titulado Silvio Rodríguez en Chile, que incluye canciones inéditas tales como «Venga la esperanza» o «El hombre extraño», dedicada a Víctor Jara.
Durante 1992 realizó una nueva gira con Diákara, agrupando músicos tanto de Afrocuba como Irakere, en lo que sería su preparación para su serie de álbumes de la nueva década, que destacarían por una importante mejora en su calidad de grabación.

### La trilogía y el fin de siglo
En 1992 apareció su noveno álbum de estudio, Silvio, como primera parte de la trilogía que se completaría con Rodríguez (1994) y Domínguez (1996) y que se extendería a una tetralogía con Descartes (1998), disco que incluiría aquellos temas que se descartaron para los tres anteriores. Rodríguez está dedicado a su padre Dagoberto Rodríguez, fallecido ese mismo año (1923-1994), mientras que Domínguez está dedicado a su madre Argelia Domínguez. Descartes, por su parte, está dedicado para ambos.
Esta trilogía estaba pensada para regresar al sonido acústico sin el uso de orquestas, y destaca por su buena calidad de sonido. Finalmente incluiría casi exclusivamente el uso de guitarra, con algunos acompañamientos de percusión y elementos eléctricos en Domínguez, en el que participaron su madre Argelia, cantando «El viento eres tú», y su hermana Anabell López, en «Si seco un llanto». En el cuadernillo de los discos, Silvio explica el origen de algunas de sus canciones. El tema «Debo» de Rodríguez sería el tema principal de la película argentina de 1995 Fotos del alma, del director Diego Musiak.
Entre los dos primeros discos de la trilogía, grabó además con Luis Eduardo Aute en 1993 en España el álbum en directo Mano a mano.
Acabada la tetralogía, en 1993 asumió su primer cargo político, como diputado de la Asamblea Nacional del Poder Popular de Cuba, cargo que ocuparía durante quince años.
Un año después, editó junto con el guitarrista Rey Guerra el disco Mariposas, con la colaboración de la compañera de Silvio, la flautista y clarinetista Niurka González, tocando la flauta en dos temas. Este álbum no alcanzó el impacto de los anteriores, y su nombre fue escogido por ser el símbolo de las almas guerreras según la mitología de los nahuas, etnia precolombina que habitaba la zona del Valle de México.
Ya pronto al cambio de milenio, fue elegido en Cuba junto a Ernesto Lecuona como el mejor compositor cubano del siglo XX. Además, junto a Joan Manuel Serrat, recibió el premio al mejor cantautor hispanoamericano de la segunda mitad de siglo.

### En elsigloXXI

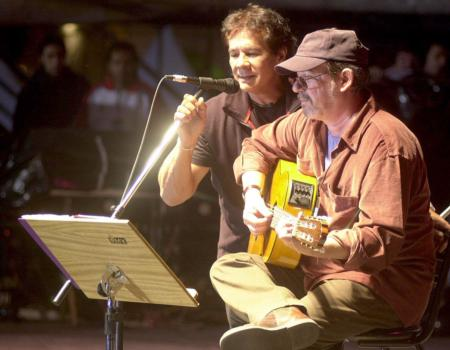
Silvio Rodríguez con Víctor Heredia, en un concierto en Plaza de Mayo, Buenos Aires.

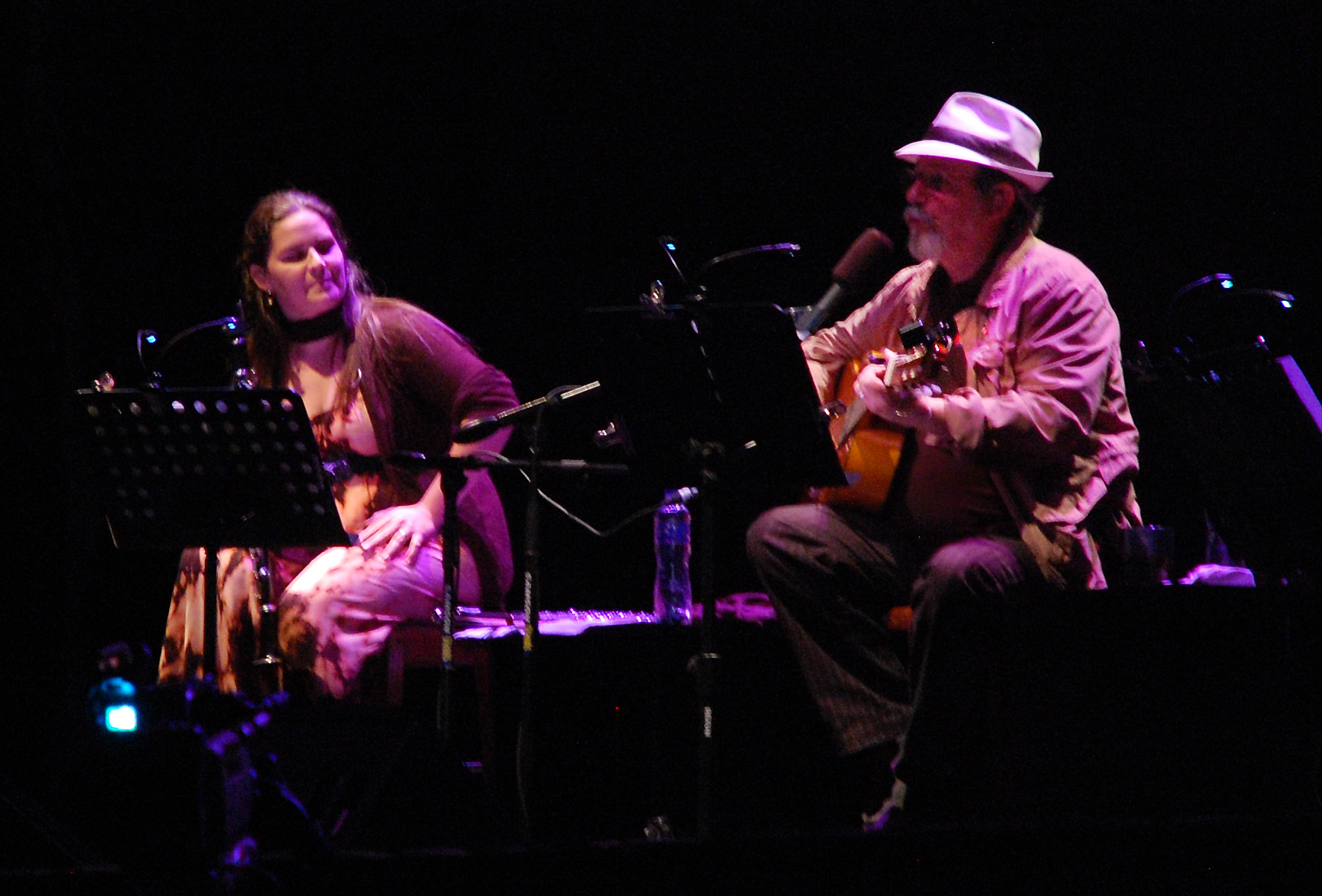
Niurka González y Silvio Rodríguez en un concierto en Lima el 2013.

Participó del documental Van Van, empezó la fiesta (2001). Aprovechando un período sin giras musicales, Rodríguez retomó su discografía en 2002, con el álbum orquestado Expedición, donde participaron miembros de la Orquesta Nacional de Cuba y estudiantes de música, además de otros artistas tales como su hermana Anabell, su pareja Niurka, Pancho Amat, Yanela Lojos y algunos miembros de Diákara. En 2003, realizó un concierto en Caracas, Venezuela.
Un año después lanzó Cita con ángeles, con la colaboración nuevamente de Niurka y Amat, además de su antiguo maestro Leo Brouwer en la guitarra, Vicente Feliú, Frank Fernández, Juan Formell, Tata Güines, Noel Nicola, Amaury Pérez, Chucho Valdés y José María Vitier, entre otros. El disco está dedicado a sus hijos y a su primer nieto, Diego, e incluye temas que hacen alusión a la situación actual del mundo, como una canción dedicada a la guerra de Irak, y la misma «Cita con ángeles» que da nombre al disco. En dicha canción se enumeran diversos acontecimientos trágicos ocurridos a lo largo de la historia, como la muerte en la hoguera de Giordano Bruno, los asesinatos de Federico García Lorca, Martin Luther King y John Lennon o la efeméride del 11 de septiembre en homenaje a Salvador Allende y el atentado de las Torres Gemelas en Nueva York.
En 2006 editó Érase que se era, álbum doble con temas compuestos entre los años 1968 y 1970, en su mayoría inéditos hasta el momento. En él colaboraron una vez más Pancho Amat y Niurka González, entre otros artistas. La obra termina con un video de la canción Epistolario del subdesarrollo, donde muestra y se lamenta de la realidad social de Cuba en la actualidad.
Al año siguiente emprendió una gira por varios países de Latinoamérica y luego España, junto a Niurka González, el Trío Trovarroco y el percusionista Oliver Valdés. En febrero de ese año, en la ciudad de Lima, en su primer concierto luego de veintiún años de ausencia en Perú, recibió el grado de doctor Honoris Causa por parte de la Universidad Nacional Mayor de San Marcos, «en mérito a su excelencia artística». El 30 de abril, se presentó en el Estadio Quisqueya de Santo Domingo de manera gratuita —lo que ya había hecho en dicho país hacía 20 años—, con motivo del Día del Trabajador en un concierto llamado «Silvio, al pueblo trabajador».
El año 2009 planeó viajar a Estados Unidos, atendiendo a una invitación desde Nueva York para participar en el concierto en conmemoración del cumpleaños noventa de Pete Seeger, con quien el cantautor tocó en su primera visita a ese país en 1978. Sin embargo, la visa le fue negada, a lo que Rodríguez respondió con una declaración pública lamentando el hecho en estos términos:

«La actitud del Departamento de Estado es muy contradictoria con el deseo expresado por el presidente Obama de un acercamiento con Cuba».
Silvio Rodríguez, mayo de 2009

A pesar de lo anterior, la visa le sería admitida al año siguiente, luego de varios intentos infructuosos, pudiendo así realizar conciertos en Nueva York y San Juan de Puerto Rico, luego de treinta años de ausencia en los Estados Unidos.
En agosto del mismo año visitó Paraguay por primera vez, siendo invitado por el presidente Fernando Lugo. La gira por dicho país comenzó el 1 de agosto en el Palacio de los López de Asunción.
Poco más tarde, el 20 de septiembre se realizó la segunda versión del concierto gratuito Paz sin fronteras organizado por el cantante colombiano Juanes, y realizado ese año en la Plaza de la Revolución, en La Habana, Cuba. Allí participó Silvio Rodríguez junto con otros artistas como Luis Eduardo Aute, Olga Tañón, Víctor Manuel, Danny Rivera y Miguel Bosé, entre otros, calculándose un público total de más de un millón de asistentes.
Durante 2010, el 1 de julio participó en la inauguración del III Congreso Iberoamericano de Cultura en Medellín, Colombia, ante unos 5000 asistentes. Meses después, el 24 de noviembre fue galardonado junto al escritor venezolano Luis Britto García con la cuarta entrega de los Premios ALBA. Ese mismo año, además, recibió su segunda distinción de doctor Honoris Causa, por parte de la Universidad Veracruzana de México, a la que se sumaría un año después la otorgada por la Universidad Nacional de Córdoba, en una gira realizada por Argentina y Uruguay, nuevamente acompañado por Trío Trovarroco y Niurka González, promocionando su disco Segunda cita (2010). En Buenos Aires, en un concierto de casi tres horas ininterrumpidas de duración, interpretó el tema «Todavía cantamos» acompañado por su compositor, Víctor Heredia, en respaldo de las Abuelas de Plaza de Mayo, y también dedicó un momento a cinco cubanos presos en los Estados Unidos durante más de trece años y acusados de espionaje.
El 9 de mayo de 2010, Silvio Rodríguez empezó a publicar su propia bitácora personal en línea, la que tituló como su último álbum, Segunda cita, y a través de la cual comenta acerca de temas históricos, deportivos, políticos y culturales. Exactamente un año más tarde, el 9 de mayo de 2011, crea además su propio sitio web, llamado Zurrón del aprendiz. En él se pueden encontrar, entre otras cosas, un detallado listado de canciones inéditas, fotografías de distintas épocas del cantautor y varias entrevistas.
El 25 de octubre de 2014 realizó un multitudinario concierto en el Estadio de béisbol de la ciudad de Baní, República Dominicana, junto a la cantante dominicana Maridalia Hernández, en ocasión del 250.º aniversario de la fundación de dicha ciudad. En dicha ocasión el cantautor le dedicó una canción a cinco cubanos presos en los Estados Unidos.
En 2015, en el marco de la VII Cumbre de las Américas en la ciudad de Panamá, ofreció un concierto gratuito al aire libre en los terrenos de la Universidad de Panamá. En mayo de 2016, volvió a realizar otro concierto gratuito, esta vez a beneficio de los damnificados en el terremoto de Ecuador, en Villa de Vallecas, Madrid, junto a los cantautores españoles Ismael Serrano y Luis Eduardo Aute.

## Estilo musical
La influencia musical de Rodríguez fue precoz, variada y en un comienzo familiar. Por una parte, estaba su tío de la banda Jazz Band Mambí, el cual le tocaba rumbas desde que estaba en su cuna. Su madre, por otro lado, cantaba boleros, danzones y sones, y su abuela por parte materna le cantaba canciones populares de la radio para hacerlo dormir. A lo anterior se debe sumar el interés del cantautor por la música clásica, surgido también en su niñez, así como el contexto histórico de Cuba en aquellos años de transición entre la dictadura de Fulgencio Batista, la Revolución cubana y el nuevo Estado socialista liderado por Fidel Castro. Esto último marca los ideales revolucionarios de Silvio, y por tanto su acercamiento a la música de autor y la canción protesta.
Silvio Rodríguez fue uno de los fundadores de la Nueva Trova, movimiento musical perteneciente a uno más general en América Latina y España que se llamó Nueva canción, y que tuvo sus manifestaciones locales también en otros países, como la Nueva Canción Chilena en Chile o el Nuevo Cancionero en Argentina. En los países de habla inglesa, su análogo más cercano se encuentra en la figura de Bob Dylan. Todos estos movimientos tienen en común el uso de la voz y la guitarra como instrumentos principales de expresión, rasgo que también comparte en general la música de Rodríguez. Sin embargo, la música del cantautor cubano, dadas sus influencias de juventud, también está íntimamente ligada con el jazz, la música orquestada, el blues e incluso la música tropical, como se puede apreciar desde su primer LP, Días y flores. Al igual que muchos de los músicos pertenecientes a estos movimientos, Rodríguez se siente influido por folcloristas y cantautores latinoamericanos que ya componían antes de los años 1960, tales como Atahualpa Yupanqui y Violeta Parra, a quien no alcanzó a conocer. Con esta última se siente especialmente identificado por su vanguardismo y necesidad de ruptura. Otros contemporáneos suyos ligados a la Nueva Canción con los que se influyeron mutuamente son Daniel Viglietti, Alfredo Zitarrosa, y los hijos de Violeta, Isabel y Ángel Parra.
El repertorio de su música de autor incluye principalmente temáticas de canción protesta marcadas por la Revolución cubana, así como también algunos temas metafísicos y otros referentes al amor, o a experiencias personales. Si bien el cantautor se considera una persona comprometida con las causas políticas, y ha participado en distintos conciertos de índole política organizados en Cuba y el extranjero, sus letras de contenido político son las menores, y han ido disminuyendo con los años en sus nuevos álbumes. Las letras de sus composiciones se caracterizan por ser muy poéticas, lo que destaca el músico y compositor Luis Eduardo Aute al inicio del libro Silvio Rodríguez, Canción cubana, y que justifica en el gran bagaje literario del cantautor. Néstor José León, en un minucioso análisis literario y musical de la obra de Silvio, recalca que dicha compleja poética muchas veces representa un obstáculo para comprender el mensaje en su totalidad la primera vez que se escucha un tema. Según León, las composiciones de Rodríguez buscan ante todo «afianzar la ética y el ideal revolucionario», a través de una crítica social actual, y una añoranza de la historia cubana. Entre las influencias literarias de Rodríguez se encuentran los poetas José Martí, César Vallejo y Francisco de Quevedo.
El escritor y poeta uruguayo Mario Benedetti en su prólogo del libro Silvio. Memoria trovada de una revolución destaca la importancia de Rodríguez en el movimiento de la Nueva Trova, ya conocida con ese nombre desde antes de 1973.

## Silvio en el Cine
El aporte de Silvio Rodríguez al cine ha sido significativo, principalmente a través de su participación en la creación de bandas sonoras.
- Silvio fue uno de los fundadores del Grupo de Experimentación Sonora del ICAIC (GESI) en 1969. Este grupo se especializó en la creación de música para el cine cubano.
- El GESI se propuso la experimentación con la obra de arte y la recuperación de ritmos y géneros cubanos, adaptándolos al cine.
- Leo Brouwer dirigió el GESI y tuvo una influencia cardinal en el trabajo de Silvio, ayudándolo a comprender aspectos musicales y conceptuales para su labor en el cine.
- Silvio compuso música y canciones para muchas películas y documentales cubanos. Entre ellos:
  - Al sur de Maniadero (1968), documental de Octavio Cortázar.
  - El machete (1975), animación y cortometraje, de Juan Padrón.
  - República en armas (1974), documental de Jorge Fuentes.
  - La nueva escuela (1973), documental de Jorge Fraga.
  - Elpidio Valdés, largometraje de animación para el que Silvio compuso el tema principal Balada de Elpidio Valdés.
  - La infatigable Santiago (1984), de Daniel Diez.
  - Como la vida misma (1985), de Víctor Casaus, para la que compuso el tema Te conozco.
  - En transparencias la vida (1986), de Rafael Medina Ríos.
  - Cabinda (1988), de Jorge Fuentes.
  - El unicornio (1988).
  - No tenemos derecho a esperar.
  - Maisinicú, medio siglo después (2024), dirigida por Mitshell Lobaina.
  - Relatos de estudiantes vietnamitas.
  - Esta es la sal querida (2018), dirigida por Claudia Rojas.
  - La música de Silvio también fue utilizada en el Noticiero ICAIC Latinoamericano (1967), dirigido por Santiago Álvarez, como banda sonora para temas sobre el Che Guevara y la guerra de Vietnam.
- Tema No hay, Canción para el documental Cuba va, del cineasta británico Felix Green, donde también se incluye el tema que le da título al documental.
- Tema Canción de la vieja escuela, canción para el largometraje No tenemos derecho a esperar (1972), de Rogelio París.
- Los dientes de tiburón (1969), encargada por Santiago Álvarez para musicalizar su documental Despegue a las 18:00 hrs.
- Tema Hubo un país y Canción de la columna juvenil del centenario, canción para el documental Columna Juvenil del Centenario, de Miguel Torres, 1970.
- Tema Raga, de 1970, para el documental “Testimonio”, de Rogelio París. La orquestación es del director y compositor Armando Guerra.
- Yo llevo una casa, a Casa de Las Américas, para el documental Vamos a caminar por Casa (1979), de Víctor Casaus.
- En el 2014, temas como Canción de la princesa, Hachibaldo, Meñique, Tema de la Señora Arroyo, de la película Meñique, grabada por Anabell López para la película Meñique, dirigida por Ernesto Padrón.
- He vuelto, canción para el documental “Viaje al país que ya no existe”, 2014, de la actriz y realizadora Isabel Santos.
- Jugábamos a Dios, grabada para la película Afinidades, de Jorge Perugorría, 2010.
- Participó en la película Barroco de Paul Leduc (1989), basada en la novela de Alejo Carpentier Concierto Barroco, componiendo música y compartiendo escena con Pablo Milanés y otros artistas (interpretando Requiem junto a Elena Burke).
- El 2014 se lanza Canción de barrio, un documental de Alejandro Ramírez Anderson que recoge experiencias de los dos primeros años de la “Gira interminable” que, desde 2010, realiza Silvio Rodríguez por los barrios de La Habana y de otras provincias del país.
- En diciembre de 2022 recibió el Coral de Honor del Festival Internacional de Nuevo Cine Latinoamericano de La Habana por sus contribuciones a bandas sonoras del cine cubano.

El trabajo de Silvio en el cine cubano, tanto individualmente como con el GESI, fue una parte importante de su carrera y contribuyó significativamente a la banda sonora de numerosas películas relevantes para la historia y la cultura cubana. Su música en el cine a menudo complementaba y enriquecía la narrativa visual, transmitiendo emociones y profundizando el mensaje de las películas.

## Discografía
Silvio Rodríguez considera entre sus álbumes oficiales tanto sus álbumes de estudio como el disco en vivo Silvio Rodríguez en Chile. Su discografía incluye, además de sus álbumes oficiales, más de medio centenar de participaciones en álbumes colectivos y colaboraciones con otros artistas.
| - 1975: Días y flores - 1978: Al final de este viaje - 1978: Mujeres - 1980: Rabo de nube - 1982: Unicornio - 1984: Tríptico - 1986: Causas y azares (con Afrocuba) - 1988: ¡Oh, melancolía! (con Afrocuba) - 1992: Silvio - 1994: Rodríguez - 1996: Domínguez - 1998: Descartes - 1999: Mariposas (con Rey Guerra) - 2002: Expedición - 2003: Cita con ángeles - 2006: Érase que se era - 2010: Segunda cita - 2015: Amoríos - 2020: Para la espera - 2021: Silvio Rodríguez con Diákara - 2024: Quería saber | - 1977: Cuando digo futuro - 1984: En vivo en Argentina (con Pablo Milanés) - 1990: Silvio Rodríguez en Chile - 1990: España y Argentina en vivo - 1993: Mano a mano (con Luis Eduardo Aute) - 1978: Antología - 1987: Memorias - 1991: Canciones urgentes - 1992: Silvio autobiográfico - 1969: Pluma en ristre - 2003: Directo (de Silvio a la Carta) - 2007: Te doy una canción (de varios artistas) - 2010: Música libre (de Los Bunkers) |

## Obra escrita
- Canciones del mar, Ediciones Ojalá, La Habana, 1996. ISBN 959-04-0034-5.
- Antología, Volumen 1, Ediciones Ellago, Madrid, 2004. ISBN 84-95881-40-3.
- Antología, Volumen 2, Ediciones Ellago, Madrid, 2004. ISBN 84-95881-44-6.
- Antología, Volumen 3, Ediciones Ellago, Madrid, 2005. ISBN 84-95881-52-7.
- Antología, Volumen 4, Ediciones Ellago, Madrid, 2005. ISBN 84-95881-63-2.
- Silvio Rodríguez / Te doy una canción, Ediciones Temas de Hoy, Madrid, 2006. ISBN 84-8460-605-8.
- Cancionero, Edición Letras Cubanas, La Habana, 2008. ISBN 978-959-10-1501-3.

## Premios
- 1981: Distinción por la Cultura Nacional (Cuba)[5]
- 1985: Premio Luigi Tenco (San Remo, Italia)[40]
- 1997: Artista Unesco por la Paz[5]
- 2002: Premio Pablo (Centro Cultural Pablo de la Torriente Brau, Cuba)[98]
- 2004: Premio Nacional de Música (Cuba)[40]
- 2006: Premio Latino por toda una vida (Academia de las Artes y las Ciencias de la Música, España)[40]
- 2007: Doctor honoris causa en Universidad Nacional Mayor de San Marcos (Perú)[7][99]
- 2010: Doctor honoris causa en Universidad Veracruzana (México)[8]
- 2010: Premio ALBA[6]
- 2011: Distinción Féliz Elmuza (Cuba)[100]
- 2011: Doctor honoris causa en Universidad Nacional de Córdoba (Argentina)[9]
- 2011: Distinción Deodoro Roca, del movimiento estudiantil argentino (Argentina)[101]
- 2019: Premio Beato de Liébana al Entendimiento y Convivencia (Cantabria, España)[102]
- 2019: Académico de Honor de la Academia de Ciencias de Enfermería de Vizcaya. ACEB-BEZA (Vizcaya, España)[103]
- 2023: El viernes 2 de junio recibió el título de doctor “honoris causa” en Ciencias Sociales y Humanistas de la Universidad de La Habana (UH) en reconocimiento a su obra.[104]

Además de los premios anteriores, ordenados cronológicamente, al cantautor se le han otorgado en Cuba la Medalla Alejo Carpentier, la Orden Félix Varela de Primer Grado, la Orden Julio Antonio Mella, la Medalla Raúl Gómez García y el Premio del Barrio, este último otorgado por los Comités de Defensa de la Revolución por sus conciertos en los barrios más humildes de La Habana.